# Nationellt godkänd idrottsutbildning
Nationellt godkänd idrottsutbildning, förkortat NIU, är en idrottsutbildning på gymnasial nivå i Sverige. Utbildningen introducerades hösten 2011 då den nya gymnasiereformen, Gy 2011, instiftades. NIU är till för elever som vill kombinera sin gymnasieutbildning med en elitidrottsutbildning och bygger på ett samarbete med en lokal elitförening. På NIU går eleverna ett vanligt gymnasieprogram men läser utöver det, ämnet specialidrott. Nationellt godkända idrottsutbildningar finns över hela Sverige. Syftet med NIU är att det ska finnas en utbildning att luta sig tillbaka på då en elitidrottare väljer att sluta.

## Ansvariga
De fyra parter som ansvara för NIU är Riksidrottsförbundet (RF), Skolverket, kommunen eller enskild huvudman och Specialidrottsförbundet (SF). Skolverket har till uppgift att bestämma vilka kommuner/huvudmän och idrotter som får anordna NIU. För att en utbildning ska bli godkänd krävs det att den har en tydlig elitidrottskaraktär och ett etablerat samarbete med ett specialidrottsförbund som är relevant för utbildningen. Specialidrottsförbundet måste även tillstyrka utbildningen. Det är även skolverket som har det övergripande ansvaret för utbildningen. Huvudmännen (kommun eller enskild) är anordnare av utbildningen och har därför det yttersta ansvaret. Specialidrottsförbundet har, tillsammans med huvudmännen, till uppgift att välja ut vilka elever som ska få chansen att börja på NIU. Valen baseras på idrottsliga meriter, intervjuer och fysiska tester. De arbetar också med att utveckla utbildningen och anställa tränare. Riksidrottsförbundet uppgift är att agera stöd till specialidrottsförbunden.

## Skillnaden på NIU och RIG
NIU är en av de två varianter som finns av idrottsutbildningar på gymnasial nivå. Den andra varianten är riksidrottsgymnasium, förkortat RIG. Likheterna för dessa två utbildningar är att ämnet specialidrott kan läsas upp till 700 poäng (200 p i programfördjupning, 200 p i individuellt val samt, efter rektorns beslut, 300 p som utökat program). Specialidrott är ett ämne som endast får ges på nationellt godkända utbildningar och riksidrottsgymnasier. Ämnet handlar om att utbilda och utveckla ungdomarna till elitidrottare. Eleverna får träna på sin utvalda idrott och lära sig generellt om träning och prestation. För både NIU och RIG följer den idrottsliga och studiemässiga antagningen samma principer och de två olika utbildningarna kan ha huvudmän i form av både kommuner och enskilda.
Skillnaden mellan en nationellt godkänd idrottsutbildning och ett riksidrottsgymnasium är att ett riksidrottsgymnasium är riksrekryterande, vilket betyder att en elev som söker blir förstahandmottagen oavsett var den kommer ifrån. En nationellt godkänd idrottsutbildning däremot är lokal/regional och innebär att en elev som inte bor på utbildningens ort är andrahandsmottagen och blir antagen till programmet om det finns plats kvar efter att ”de egna” eleverna antagits. Elever som söker riksidrottsgymnasium har också chansen att få så kallat inackorderingstillägg.

## Idrotter på NIU
Några exempel på idrotter som kan utföras på en nationellt godkänd idrottsutbildning är: basket, bilsport, bordtennis, cykel, fotboll, friidrott, fäktning, golf, hockey, judo, rugby, simhopp, tennis, skidlärare, freeride, handboll och alpint.